# Vicente Huidobro
Vicente García-Huidobro Fernández (n. 10 ianuarie 1893, Comuna Santiago, Regiunea Santiago Metropolitan, Chile – d. 2 ianuarie 1948, Cartagena, Regiunea Valparaíso, Chile) a fost un poet chilian.
A provenit dintr-o familie aristocrată și a fost promotor al avangardismului și inițiator al creaționismului.
Lirica sa, aflată în căutarea originalității absolute, este dominată de fantezie neîngrădită, care transformă datele realității, printr-un proces spontan de deformare subiectivă, în metafore surprinzătoare, baroce.
A influențat evoluția ulterioară a literaturii latino-americane.

## Scrieri
- 1911: Ecourile sufletului („Ecos del alma”)
- 1913: Cântece în noapte („Canciones en la noche”)
- 1916: Oglinda de apă ("El espejo de agua")
- 1918: Orizont pătrat ("Horizon carré")
- 1919: Ecuatorial
- 1925: Manifeste ("Manifestes")
- 1926: Vânturi potrivnice ("Vientos contrarios").

În 2012, la editura Brumar, din Timișoara, a apărut poemul Altazor, în traducerea Ilincăi Ilian și a lui Adrian Bodnaru.